# Глибокий потік (притока Секчова)
Глибокий потік (словац. Hlboký potok) — річка; права притока Секчова, протікає в окрузі Бардіїв.
Довжина приблизно 8,0-8,5 км. Витік знаходиться в масиві Ондавська височина — на висоті приблизно 765 метрів.
Протікає територією сіл Фрічковце і Бартошовце.. Впадає в Секчов на висоті приблизно 340 метрів.